# Yukiya Arashiro
Yukiya Arashiro (en japonès: 新城幸也, Ishigaki, Okinawa, 22 de setembre de 1984) és un ciclista japonès, professional des del 2006. Actualment corre a l'equip Team Corratec - Vini Fantini.
En el seu palmarès destaca el Campionat del Japó en ruta del 2007, 2013 i 2022. Ha disputat tres Jocs Olímpics d'estiu.

## Palmarès
- 2005
  -  Campió dels Japó en ruta amateur
- 2007
  -  Campió dels Japó en ruta
  - Vencedor d'una etapa del Tour del Japó
  - Vencedor d'una etapa del Tour de Hokkaido
- 2008
  - 1r al Tour d'Okinawa i vencedor de 2 etapes
  - Vencedor d'una etapa del Tour de Kumano
  - Vencedor d'una etapa del Tour del Llemosí
- 2010
  - Vencedor d'una etapa de la King's Cup 1
- 2011
  -  Campió d'Àsia en ruta
- 2012
  - 1r al Tour del Llemosí
- 2013
  -  Campió dels Japó en ruta
- 2016
  - Vencedor d'una etapa del Tour del Japó
- 2018
  - 1r al Tour de Taiwan
- 2022
  -  Campió dels Japó en ruta

### Resultats al Tour de França
- 2009. 129è de la classificació general
- 2010. 112è de la classificació general
- 2012. 84è de la classificació general
- 2013. 99è de la classificació general
- 2014. 65è de la classificació general
- 2016. 116è de la classificació general
- 2017. 109è de la classificació general

### Resultats al Giro d'Itàlia
- 2010. 93è de la classificació general
- 2014. 127è de la classificació general
- 2020. 89è de la classificació general
- 2021. 77è de la classificació general
- 2023. 123è de la classificació general

### Resultats a la Volta a Espanya
- 2015. 65è de la classificació general
- 2016. 106è de la classificació general
- 2019. 110è de la classificació general
- 2021. 116è de la classificació general